# Bombardier Transportation

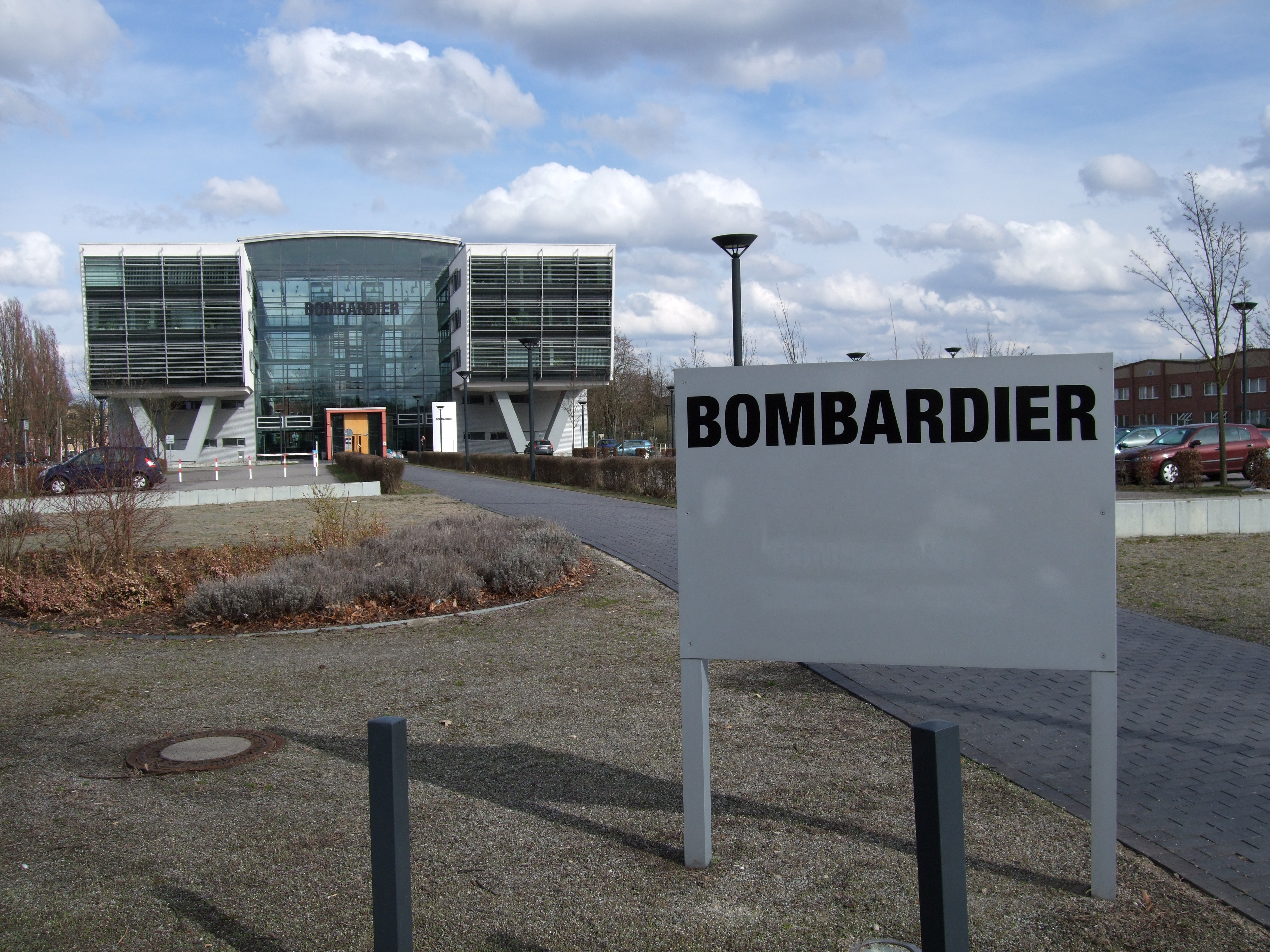
Siedziba Bombardier Transportation w Hennigsdorf

Bombardier Transportation – przedsiębiorstwo należące do kanadyjskiego koncernu Bombardier, specjalizujące się w produkcji elektrycznych i spalinowych zespołów trakcyjnych, lokomotyw, wagonów kolejowych, tramwajów i pojazdów metra, ale również urządzeń sterowania ruchem kolejowym i transportu miejskiego. Filie transportowe przedsiębiorstwa były zlokalizowane w 39 państwach.
29 stycznia 2021 roku Alstom zakończył przejmowanie Bombardier Transportation.